# Vignoble de Chablis
Le vignoble de Chablis, ou du Chablisien, est une zone viticole située en France, dans la région Bourgogne-Franche-Comté et le département de l'Yonne (appelé aussi la Basse-Bourgogne).
Il produit trois appellations qui lui sont spécifiques, qui sont toutes des vins blancs secs réalisés avec le cépage chardonnay : du petit-chablis, du chablis (comprenant plusieurs chablis premiers crus) et du chablis grand cru.

## Hiérarchie des appellations

### Trois appellations

Carte montrant les vignobles des trois appellations autour de Chablis dans l'Yonne.

Le vignoble s'étend sur 5 700 hectares, sur un total de 17 communes : Beine, Béru, Chablis, La Chapelle-Vaupelteigne, Chemilly-sur-Serein, Chichée, Collan, Courgis, Fleys, Fontenay-près-Chablis, Lignorelles, Ligny-le-Châtel, Maligny, Poilly-sur-Serein, Préhy, Villy et Viviers,. L'INAO a décerné trois appellations :
- le petit-chablis, récolté principalement sur les plateaux (1 295 hectares déclarés en 2024)[3] ;
- le chablis, récolté sur les coteaux exposés au nord et à l'est et sur les plateaux (3 714 ha en 2024)[3] ; les chablis premiers crus sont récoltés sur les coteaux exposés au sud et à l'ouest, sur un ensemble de climats dont 40 peuvent être mentionnés sur l'étiquette (770 hectares en production en 2024)[3] ;
- les chablis grands crus, récoltés exclusivement sur la commune de Chablis (y compris les hameaux de Fyé et de Poinchy), sur les côtes en rive droite du Serein, sur un ensemble de sept climats (92,6 ha déclarés en 2024)[3].

À noter que l'appellation chablis grand cru peut être repliée sur (vendue sous le nom de) l'AOC chablis (dont premier cru), ou sur le petit-chablis, ou sur l'AOC coteaux-bourguignons ; le chablis pouvant être replié sur le petit-chablis ou sur le côteaux-bourguignons, et l'AOC petit-chablis sur celle de côteaux-bourguignons.

### 40 premiers crus

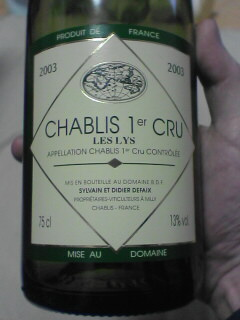
Une bouteille de chablis premier cru « Les Lys » : ce climats est sur la rive gauche, à 1800 m à l'ouest du centre-ville de Chablis, sur un coteau exposé vers le nord-est.

Au sein de l'appellation chablis, de 79 (selon le décret du 12 mars 1986) à 89 climats (depuis le décret du 29 octobre 2009) ont le droit d'ajouter la dénomination « premier cru » à l'appellation chablis,. Parmi eux, 40 climats peuvent être indiqués sur l'habillage des bouteilles : Beauroy, Berdiot, Beugnons, Butteaux, Chapelot, Chatains, chaume de Talvat, côte de Brechain, côte de Cuissy, côte de Fontenay, côte de Jouan, côte de Léchet, côte de Savan, côte de Vabarousse, côte des Prés Girots, Forêts, Fourchaume, L'Homme Mort, Les Beauregards, Les Epinottes, Les Fourneaux, Les Lys, Mélinots, mont de Milieu, montée de Tonnerre, Montmains, Morein, Pied d'Aloup, Roncières, Secher, Troëmes, Vaillons, vau de Vey, vau Ligneau, Vaucoupin, Vaugiraut, Vaulorent, Vaupulent, vaux Ragons et Vosgros.
Parmi les premiers crus, 17 climats sont considérés comme porte-drapeaux (permettant des regroupements sous la même dénomination) :
- Les Beauregards (côte de Cuissy peut s'appeler Les Beauregards) ;
- Beauroy (Troesmes et côte de Savant peuvent également s'appeler Beauroy) ;
- Berdiot ;
- chaume de Talvat ;
- côte de Jouan ;
- côte de Léchet ;
- côte de Vaubarousse ;
- Fourchaume (Vaupulent, côte de Fontenay, L’Homme Mort et Vaulorent peuvent également opter pour le nom de cru Fourchaume) ;
- Les Fourneaux (Morein et côte des Prés Girots qui peuvent opter pour Les Fourneaux) ;
- mont de Milieu ;
- montée de Tonnerre (Chapelot, Pied d’Aloup et côte de Bréchain peuvent également s’appeler montée de Tonnerre) ;
- Montmains (Forêts et Butteaux peuvent choisir le nom de Montmains) ;
- Vaillons (Châtains, Sécher, Beugnons, Les Lys, Mélinots, Roncières et Les Epinottes peuvent également opter pour le nom de Vaillons) ;
- vau de Vey (vaux Ragons peut opter pour vau de Vey) ;
- vau Ligneau ;
- Vaucoupin ;
- Vosgros (Vaugiraut peut s’appeler Vosgros).

### Sept grands crus

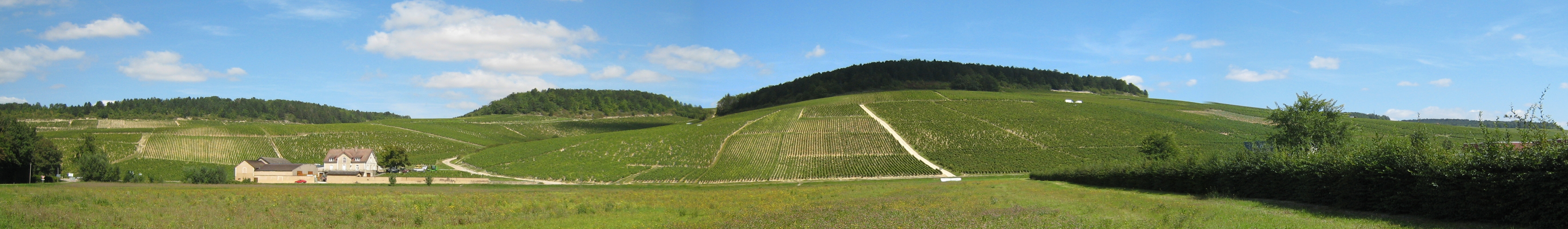
Panorama sur la rive droite du Serein : les coteaux portant les grands crus, avec le château Grenouilles à leurs pieds.

Les grands crus de Chablis font l'objet d'une appellation à part. Ils sont au nombre de sept, tous sur la commune de Chablis, regroupés sur la rive droite du Serein sur un coteau exposé au sud-ouest :
- Blanchots, sur 12,68 hectares ;
- Bougros, sur 15,07 hectares ;
- Les Clos, sur 25,87 hectares ;
- Grenouilles, sur 9,38 hectares.
- Les Preuses, sur 10,81 hectares ;
- Valmur, sur 10,55 hectares ;
- Vaudésir, sur 15,43 hectares.

Il y a donc au total 47 climats qui peuvent être mentionnés sur l'étiquette (sept grands crus et 40 premiers crus).

## Historique

### Origines imprécises
Les origines connues de la ville de Chablis remontent au IIe siècle avant notre ère, époque à laquelle existait un village gaulois à l'entrée sud de la ville actuelle. Aucune source antique, archéologique ou littéraire, ne prouve une viticulture à, ou autour, de Chablis à cette époque, mais l'usage la fait remonter au Ier siècle, ou au IIIe siècle de notre ère.

### Reconnu au Moyen Âge
En 854, les moines de Tours, fuyant les raids des Vikings, se réfugient à l'abbaye Saint-Germain d'Auxerre avec les reliques de leur « patron », saint Martin. En 867, le roi Charles II dit le Chauve (petits-fils de Charlemagne) donne aux moines de Tours la villa de Chablis et le monastère de Saint-Loup qui s'y trouvait, où ils viendront dix ans plus tard abriter les reliques de saint Martin (il en reste l'actuelle église Saint-Martin de Chablis). Ils développent la vigne sur les coteaux qui fond face au Serein, cœur historique du vignoble chablisien et emplacement actuel des grands crus.
En 1118, les moines cisterciens de la toute nouvelle abbaye de Pontigny (fondée en 1114 plus en aval) concluent un accord avec les moines de Saint-Martin de Tours leur donnant le droit d'exploiter trente-six arpents de vignes autour de Chablis (soit environ vingt-deux hectares), dont la Moutonne (sur l'actuel grand cru Vaudésir, débordant un peu sur les Preuses). Pour vinifier et entreposer leur vin, ils firent construire à Chablis le « Petit Pontigny », un de leurs celliers (l'actuel bâtiment est du XVIIe siècle, intégré à la Cité des Climats et vins, l'hôtel Gras voisin servant d'antenne au BIVB).
Dès le XIIIe siècle, les vins de Chablis connaissent une heureuse expansion tant géographique que commerciale et participent à l'enrichissement général de la ville dont c'est resté longtemps le principal revenu. Le vignoble de la Basse-Bourgogne approvisionne alors massivement Paris par voie fluviale, les vins de Chablis rejoignant l'Yonne (affluent de la Seine) par roulage hippomobile. En 1224, les vins de « Chabliues », « Tonaire », « Saint-Brice » et « Auçuere » sont mentionnés dans La Bataille des vins. C'est en 1230 que le premier ban des vendanges est apparu, correspondant à la date de début des vendanges. En 1328, quatre-cent-cinquante propriétaires cultivent 500 hectares de vigne. Transportés par voie terrestre jusqu'à Auxerre, les vins suivaient ensuite le cours de l'Yonne, atteignant Paris puis éventuellement Rouen pour être réexportés vers les pays du Nord. « Blanc comme eau de roche », « de longue conservation », ils acquièrent bien vite un statut à part dans le paysage français.

### Développement auXIXesiècle
À la Révolution, les biens du clergé sont saisies par l'État, l'abbaye de Pontigny est supprimée en 1790, les parcelles de vigne mises en vente comme biens nationaux du 25 février au 24 mars 1791, au profit des bourgeois de la ville et des vignerons.
En 1816, André Jullien décrit les vins de Chablis : « ce vignoble produit beaucoup de vins blancs très-estimés, et dont les meilleurs entrent dans la seconde classe du royaume, immédiatement après ceux des premières cuvées de Meursault (Côte-d'Or). Ils ont sur presque tous les vins du même genre, l'avantage de conserver leur blancheur transparente : ils sont spiritueux, sans être trop fumeux, ont du corps, de la finesse, et un parfum très-agréable. » En première classe, il met le Clos, Valmur, Grenouilles, Vaudesir, Bouguereau et Mont-de-Milieu ; en deuxième classe la côte Delchet à Milly, la Fourchaume à Maligny, une partie des côtes de Troëne à Poinchy, de Vaucompin à Chichée, de Blanchot à Fiey et de Fontenay, le Chapelot, Vauvilien, une partie de Bouguereau, de la Preuse, Vaulovent, Vossegros, le bas du Clos, etc. ; en troisième classe les vins d'ordinaire de Fleys, Milly, Maligny, Poinchy, Villy, Chichée, Ligny-le-Châtel, Poilly, Chemilly et Courgis.
En 1850, avec 38 000 hectares de vignes et un million d'hectolitres produit annuellement, l'Yonne est un des départements les plus viticoles de France. En 1887, le vignoble de Chablis est atteint par le phylloxéra : en quelques années, le vignoble est entièrement détruit. La replantation débute dix ans plus tard avec les porte-greffes américains, mais la reconstruction est lente et difficile.

### Combats judiciaires
De la fin XIXe siècle jusqu'au XXIe siècle, le chablis est un nom générique donné à des vins pas souvent produits autour de la ville de Chablis, voir en France : le vignoble californien produit ainsi du chablis (y compris à partir de chenin, de colombard, de sémillon ou de riesling), du pink chablis (rosé) ou du ruby chablis (rouge). En France, la tromperie sur la provenance est tout aussi importante au début du XXe siècle. En conséquence, le 8 juin 1908, 79 vignerons chablisiens fondent un premier syndicat de défense.
La loi de 1919 sur les appellations d'origine (AO) autorise de poursuivre un présumé usurpateur d'appellation devant le tribunal de grande instance (du lieu d'origine du produit), mais aussi que « sur la base d'usages locaux, loyaux et constants, le juge pourra délimiter l'aire géographique de production et déterminer les qualités ou caractères du produit ». Cette phase judiciaire voit s'affronter les producteurs et négociants des différentes communes pour avoir le droit de vendre le vin sous le nom de chablis : le jugement du tribunal civil d'Auxerre du 8 décembre 1920 limite à huit communes l'aire d'appellation (dont trois partiellement : Chablis, Milly, Poinchy, Chichée, Courgis, Fleys, La Chapelle et Beines) ; ceux du tribunal de Tonnerre du 27 juillet 1923, puis d'Auxerre du 24 octobre 1923, la restreignent aux terrains datés du Kimméridgien (missionnant trois experts pour réaliser une carte) ainsi qu'au chardonnay (excluant le sacy).
Les producteurs des communes exclues portent l'affaire auprès de la Cour d'appel de Paris les 2 et 12 février 1926, mais se sont les arrêts du tribunal d'Auxerre du 24 juillet et 18 octobre 1929 qui leur donnent raison, avec une extension de l'aire d'appellation à vingt communes, abandonnant la référence au Kimméridgien. Le 1er mai 1923, est fondée la « Société coopérative La Chablisienne ».

### Création des trois AOC
En 1935, un décret créé la notion d'appellation d'origine contrôlée (AOC) et fonde le Comité national des appellations d'origine, chargé de leur règlementations (notamment des délimitations). En application, le 13 janvier 1938, les appellations « chablis » et « chablis grands crus » sont reconnues officiellement dans un même décret ; une particularité est la mention que ces vins « ont été récoltés sur les territoires suivants à l’exclusion des parcelles non situées sur kimméridgien » (sur vingt communes), la définition de l'aire de production est justifiée par l'âge de la roche.
Le 15 juin 1940, le village est bombardé par l'aviation allemande. On dénombre quatre-vingt-dix morts et beaucoup de dégâts matériels. Une grande partie de la vieille ville fut détruite. Le 5 janvier 1944, un décret du régime de Vichy fixe les modalités de l’AOC « petit-chablis ». Le 14 octobre 1943, un autre décret autorise de rajouter la mention « premier cru » pour certains climats, dont la liste est publiée au Bulletin officiel du service des prix (BOSP) du 26 novembre 1943.

### Dernières extensions

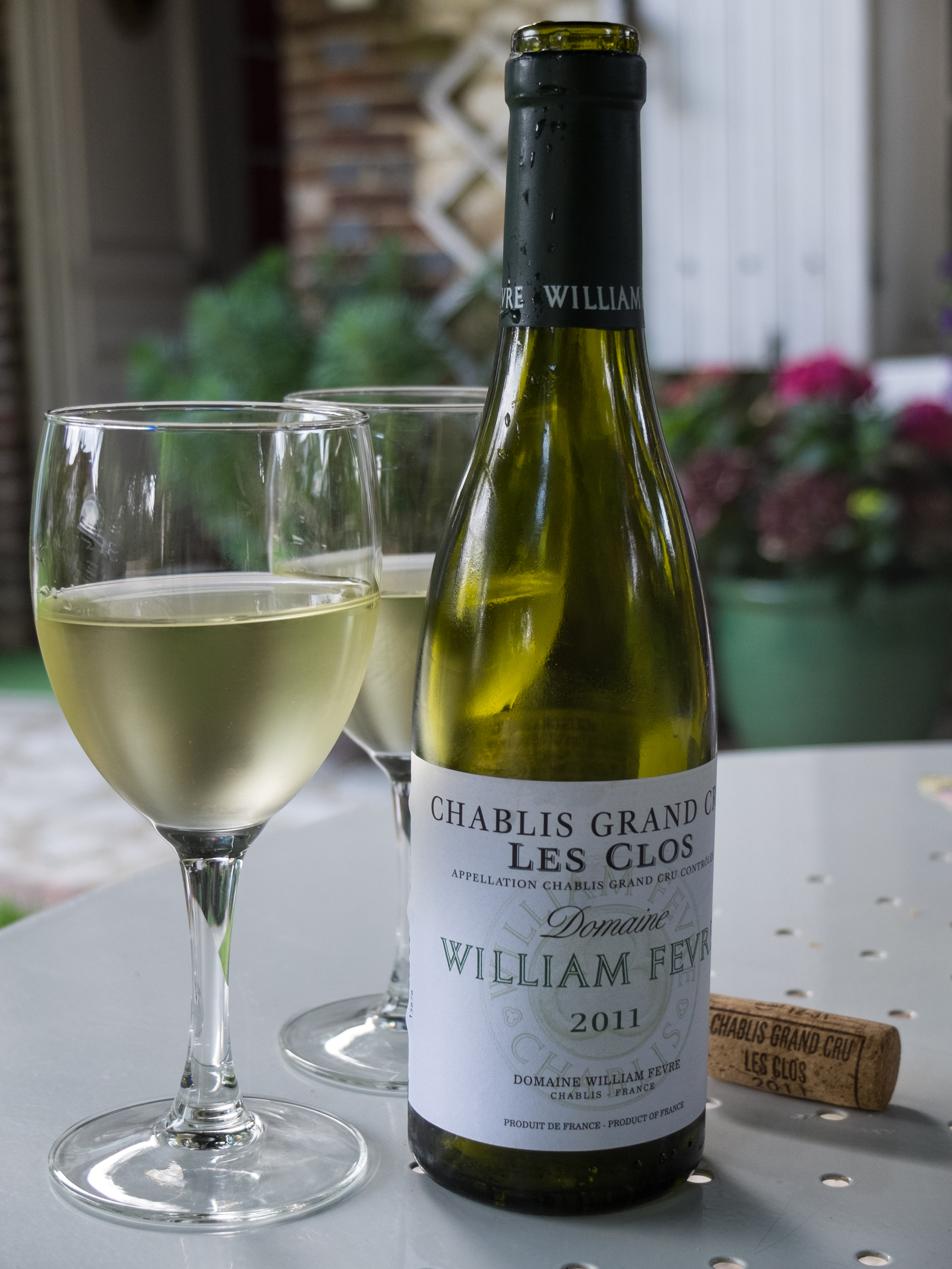
Bouteille de grand cru Les Clos : William Fèvre a longtemps mené l'opposition à l'extension de l'aire d'appellation. Il a vendu son domaine en 1998 à la maison Henriot, englobée en 2022 dans Artémis Domaines, puis revendu en 2024 aux Domaines Barons de Rothschild Lafite.

En 1945, le vignoble couvre 470 hectares et s’étend à 750 ha en 1970. Ce n'est qu'au début des années 1960, que la production de vins de Chablis reprit réellement son essor avec le développement de la mécanisation et la mise en place de systèmes de lutte contre le gel (autre fléau pour les vignes dans la région).
En 1962, l'étage géologique du Kimméridgien est étendu par le colloque du Jurassique à Luxembourg, y intégrant le calcaire marneux du Barrois datant du Tithonien (ex Portlandien, qu'on trouve au nord sur Maligny, Lignorelles et Ligny-le-Châtel), ce qui permet un élargissement de l'aire d'appellation en 1976 et 1978, malgré la résistance des producteurs de Chablis, regroupés au sein du « Syndicat de défense de l'appellation Chablis », et au bénéfice de ceux des autres communes alentour, de la « Fédération des vignerons du Chablisien » (fondée en 1971). Le décret de 1978 est attaqué en justice par le syndicat ainsi que par un propriétaire exclu de l'aire du chablis, finalement tous déboutés au Conseil d'État en 1981 et 1982.
En 2007, les deux syndicats de vignerons sont regroupés pour former la « Fédération de défense de l'Appellation Chablis » (FDAC), car il ne peut y avoir qu'une ODG par appellation.

## Géographie
Le vignoble de Chablis appartient au vignoble de Bourgogne et s'étend sur les coteaux longeant la rivière le Serein sur 20 km de long et 15 km de large.

### Géologie et orographie
Les sols datent du Jurassique, c'est-à-dire des roches vieilles de 150 millions d'années, plus précisément du Kimméridgien (pour les chablis, les chablis premiers crus et les chablis grands crus) et accessoirement du Tithonien (pour les petits-chablis). On retrouve dans la roche des dépôts d'huîtres minuscules (des Exogyra virgula),. Ce sont des sols argilo-calcaires. L'AOC fait référence à ce sous-sol depuis un jugement de 1923.

### Climatologie
Le climat chablisien est tempéré de type océanique, avec des tendances continentales (un peu plus sec, avec des hivers un peu plus froids). Il y fait assez chaud pour permettre la culture de la vigne même sur terrain plat, mais des gelées printanières peuvent détruire les bourgeons.
Pour la station météorologique de Chablis (au Foulon, proche de la rive du Serein, à 141 mètres d'altitude : 47° 49′ 19″ N, 3° 47′ 28″ E), les valeurs climatiques sont :
| Mois                              | jan. | fév. | mars | avril | mai  | juin | jui. | août | sep. | oct. | nov. | déc. | année |
| --------------------------------- | ---- | ---- | ---- | ----- | ---- | ---- | ---- | ---- | ---- | ---- | ---- | ---- | ----- |
| Température minimale moyenne (°C) | −0,4 | −0,1 | 1,7  | 3,5   | 7,2  | 10,2 | 11,9 | 11,7 | 9,1  | 6,3  | 2,6  | 0,5  | 5,4   |
| Température moyenne (°C)          | 2,7  | 3,9  | 6,4  | 9,2   | 13,1 | 16,4 | 18,7 | 18,2 | 15,2 | 11,5 | 6,4  | 3,5  | 10,4  |
| Température maximale moyenne (°C) | 5,8  | 7,8  | 11,2 | 14,9  | 19,1 | 22,5 | 25,4 | 24,7 | 21,6 | 16,6 | 10,1 | 6,5  | 15,5  |
| Nombre de jours avec gel          | 14,9 | 13,8 | 11,8 | 6,6   | 1    | 0    | 0    | 0    | 0,2  | 2,8  | 9,4  | 14,1 | 74,6  |
| Précipitations (mm)               | 63,2 | 56,1 | 55,5 | 48,2  | 71,3 | 61,4 | 48,2 | 59,6 | 57,8 | 58,4 | 60,7 | 68,8 | 709,1 |

| Mois                              | jan. | fév. | mars | avril | mai  | juin | jui. | août | sep. | oct. | nov. | déc. | année |
| --------------------------------- | ---- | ---- | ---- | ----- | ---- | ---- | ---- | ---- | ---- | ---- | ---- | ---- | ----- |
| Température minimale moyenne (°C) | 0,6  | 0,3  | 2,1  | 4,1   | 8    | 11,3 | 13,2 | 13,1 | 9,7  | 7,3  | 3,6  | 1,4  | 6,2   |
| Température moyenne (°C)          | 3,9  | 4,6  | 7,6  | 10,5  | 14,4 | 17,9 | 20,2 | 20   | 16   | 12,3 | 7,4  | 4,6  | 11,6  |
| Température maximale moyenne (°C) | 7,1  | 8,8  | 13,2 | 17    | 20,8 | 24,5 | 27,2 | 27   | 22,4 | 17,2 | 11,1 | 7,8  | 17    |
| Nombre de jours avec gel          | 13,9 | 13,5 | 10,9 | 5,3   | 0,5  | 0    | 0    | 0    | 0    | 2,1  | 6,3  | 11,9 | 64,4  |
| Précipitations (mm)               | 57,2 | 51,8 | 54,4 | 62,4  | 73,2 | 56,9 | 59   | 59,2 | 58,6 | 73,9 | 66,3 | 67,4 | 740,3 |

| Diagramme climatique                                  |            |             |           |           |              |            |            |             |             |             |            |
| J                                                     | F          | M           | A         | M         | J            | J          | A          | S           | O           | N           | D          |
| 7,10,657,2                                            | 8,80,351,8 | 13,22,154,4 | 174,162,4 | 20,8873,2 | 24,511,356,9 | 27,213,259 | 2713,159,2 | 22,49,758,6 | 17,27,373,9 | 11,13,666,3 | 7,81,467,4 |
| Moyennes : • Temp. maxi et mini °C • Précipitation mm |            |             |           |           |              |            |            |             |             |             |            |

### Encépagement
Le chardonnay B est l'unique cépage entrant dans la composition des vins blancs des trois AOC du vignoble de Chablis. Ses grappes sont relativement petites, cylindriques, moins denses que celles du pinot noir, constituées de grains irréguliers, assez petits, de couleur jaune doré.
De maturation de première époque comme le pinot noir, il s'accommode mieux d'une humidité de fin de saison avec une meilleure résistance à la pourriture s'il n'est pas en situation de forte vigueur. Il est sensible à l'oïdium et à la flavescence dorée. Il débourre un peu avant le pinot noir, ce qui le rend également sensible aux gelées printanières. Les teneurs en sucre des baies peuvent atteindre des niveaux élevés tout en conservant une acidité importante, ce qui permet d'obtenir des vins particulièrement bien équilibrés, puissants et amples, avec beaucoup de gras et de volume.

### Méthodes culturales
Le travail manuel commence par la taille, en « guyot simple », avec une baguette de cinq à huit yeux et un courson de un à trois yeux. Le tirage des sarments suit la taille. Les sarments sont enlevés et peuvent être brûlés ou mis au milieu du rang pour être broyés. On passe ensuite aux réparations. Puis vient le pliage des baguettes. Éventuellement, après le pliage des baguettes, une plantation de nouvelles greffes est réalisée. L'ébourgeonnage peut débuter dès que la vigne a commencé à pousser. Cette méthode permet, en partie, de réguler les rendements. Le relevage est pratiqué lorsque la vigne commence à avoir bien poussé. En général, deux à trois relevages sont pratiqués. La « vendange en vert » est pratiquée de plus en plus dans cette appellation. Cette opération est faite dans le but de réguler les rendements et surtout d'augmenter la qualité des raisins restants. Pour finir avec le travail manuel à la vigne, se réalise l'étape importante des vendanges.
Pour le travail mécanique, l'enjambeur est d'une aide précieuse. Les différents travaux se composent du broyage des sarments, réalisé lorsque les sarments sont tirés et mis au milieu du rang ; de « trou » fait à la tarière, là où les pieds de vignes sont manquants, en vue de planter des greffes au printemps ; de labourage ou griffage, réalisé dans le but d'aérer les sols et de supprimer des mauvaises herbes ; de désherbage fait le plus souvent chimiquement pour tuer les mauvaises herbes ; de plusieurs traitements des vignes, réalisés dans le but de les protéger contre certaines maladies cryptogamiques (mildiou, oïdium, pourriture grise, etc.) et certains insectes (eudémis et cochylis). De plusieurs rognages consistant à reciper ou couper les branches de vignes (rameaux) qui dépassent du système de palissage.

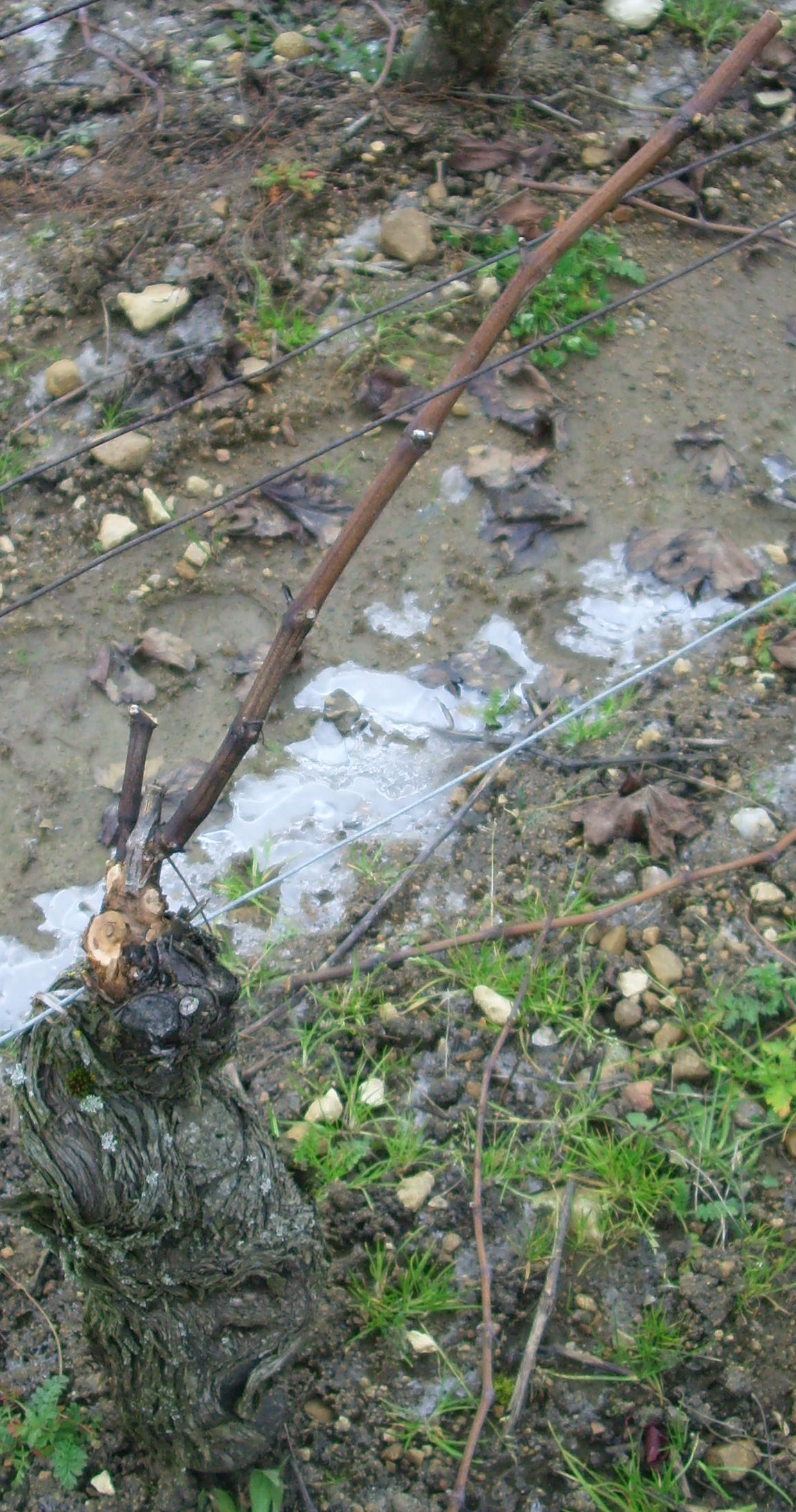
Pied de vigne taillé en guyot simple.
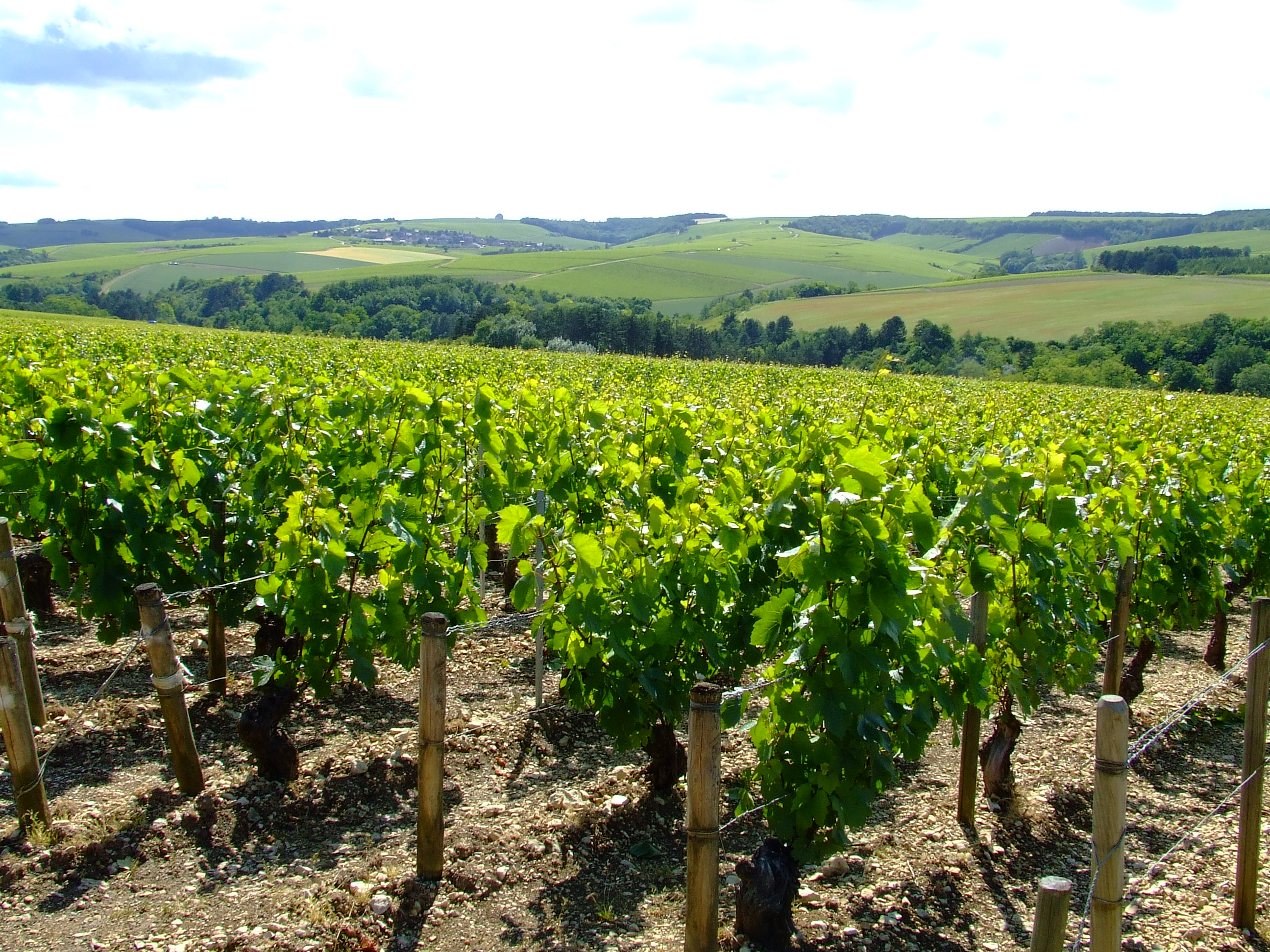
Vignes de chablis (mai 2006).
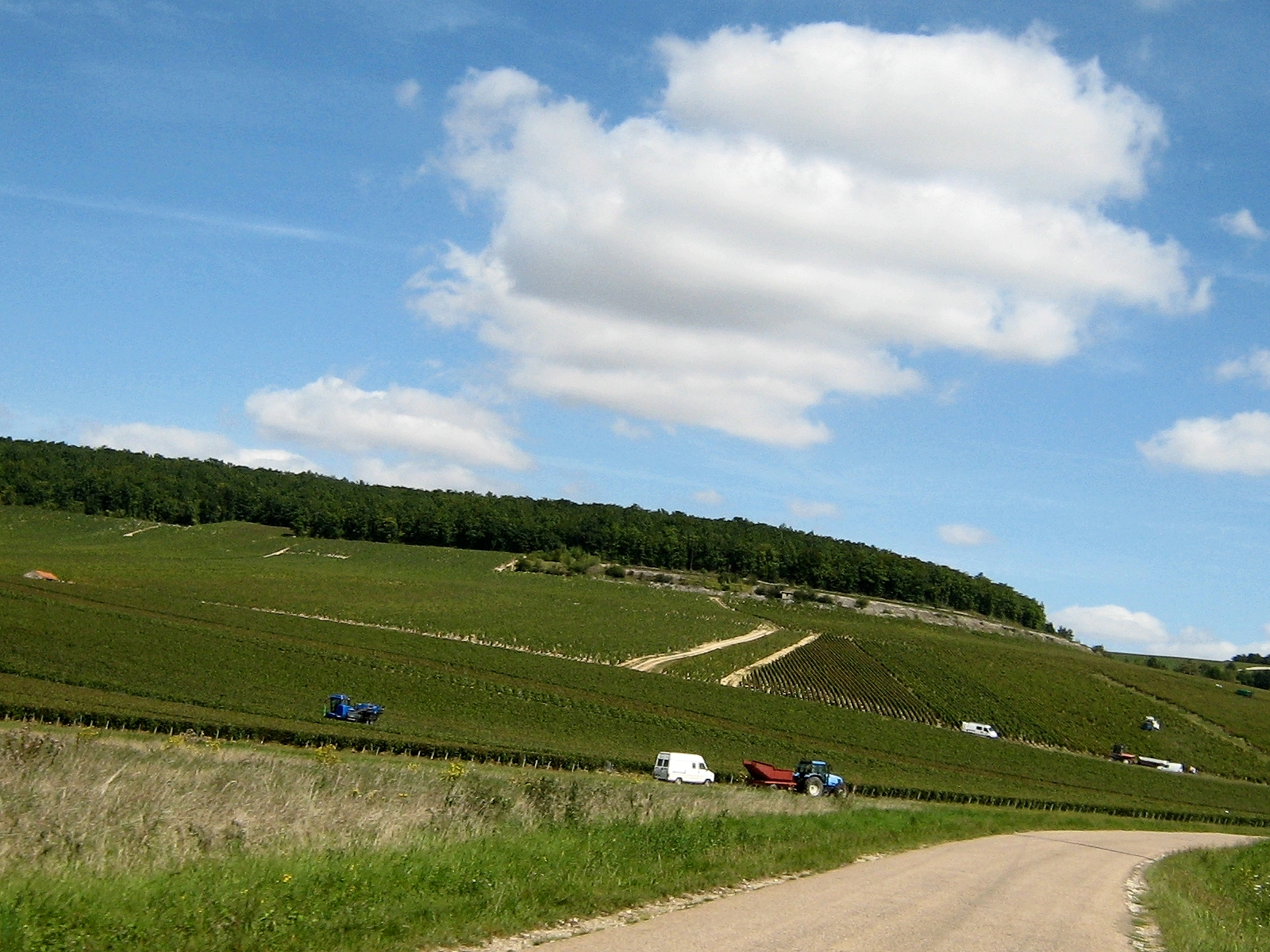
Vendanges sur la Fourchaume (septembre 2007).

## Vins
La production déclarée en 2024 a été selon le service des Douanes d'un total de 198 076 hectolitres (un hectolitre = 100 litres = 133 bouteilles de 75 cl) pour les trois appellations, dont 41 891 hl de petit-chablis, 132 861 hl de chablis, 21 689 hl de chablis premier cru et 1 635 hl de chablis grand cru.
Les rendements de 2024 ont été particulièrement faibles (gel en avril et grêle le 1er mai), d'où une production inférieure de moitié par rapport à 2023, année où le volume était de 430 915 hl. À titre de comparaison, le volume total produit en 2005 était de 277 885 hl (sur une surface 20 % moindre qu'en 2024).

### Cahier des charges
Outre les aires de production, les trois AOC du vignoble de Chablis se distinguent par des exigences croissantes relatives à la production et la vinification :
| Critères                                      | petit-chablis | chablis     | chablis 1er cru | chablis grand cru |
| --------------------------------------------- | ------------- | ----------- | --------------- | ----------------- |
| Rendement maximum (hl/ha)                     | 60            | 60          | 58              | 54                |
| Rendement butoir (hl/ha)                      | 75            | 75          | 73              | 64                |
| Charge maximale (kg/ha)                       | 10 500        | 10 500      | 10 000          | 9 500             |
| Richesse minimale en sucre (g/l)              | 153           | 161         | 170             | 178               |
| Titre volumique naturel minimum (%)           | 9,5           | 10          | 10,5            | 11                |
| Titre volumique max. après enrichissement (%) | 12,5          | 13          | 13,5            | 13,5              |
| Date de mise sur le marché                    | 15 décembre   | 15 décembre | 15 décembre     | 15 mars           |

### Vinification et élevage
Il existe des petites différences de méthode entre les différents viticulteurs et négociants.

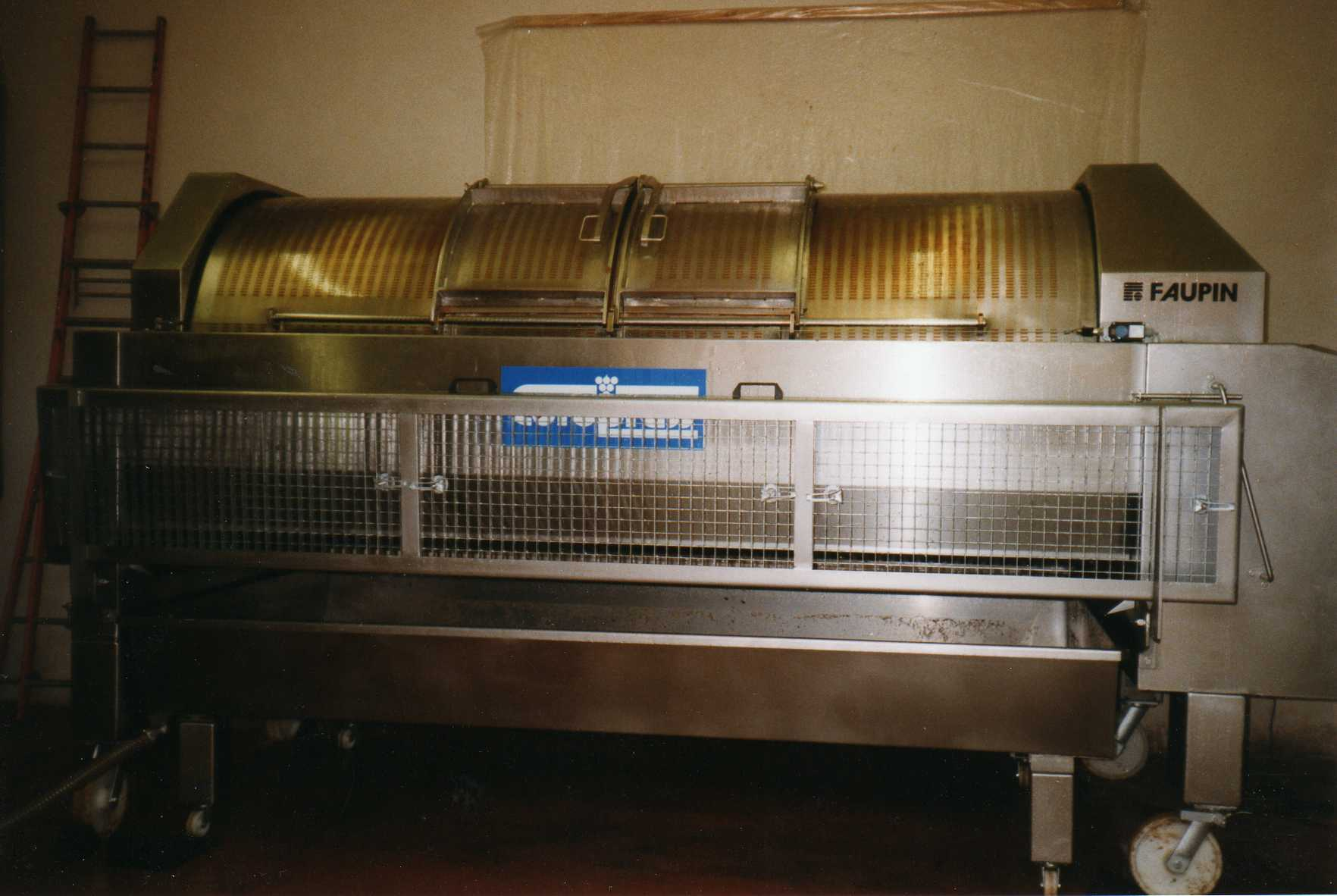
pressoir pneumatique servant au pressurage.

La vendange est le plus souvent mécanique, mais elle peut être manuelle, avec tries. Les raisins sont ensuite transférés dans un pressoir pour le pressurage. Une fois le moût en cuve, le débourbage est pratiqué généralement après un enzymage. À ce stade, une stabulation préfermentaire à froid (environ 10 à 12 degrés pendant plusieurs jours) peut être recherchée pour favoriser l'extraction des arômes. Mais le plus souvent, après 12 à 48 heures, le jus clair est soutiré et mis à fermenter.
La fermentation alcoolique se déroule avec un suivi tout particulier pour les températures qui doivent rester à peu près stables (18 à 24 degrés). La chaptalisation est aussi pratiquée pour augmenter le titre alcoométrique volumique si nécessaire. La fermentation malolactique est réalisée en fûts ou en cuves.
Les vins sont élevés « sur lies » dans lesquels le vinificateur réalise régulièrement un « bâtonnage », c'est-à-dire une remise en suspension des lies. Cette opération dure pendant plusieurs mois au cours de l'élevage des blancs. À la fin, la filtration du vin est pratiquée pour rendre les vins plus limpides. La mise en bouteille clôture l'opération.

### Gastronomie

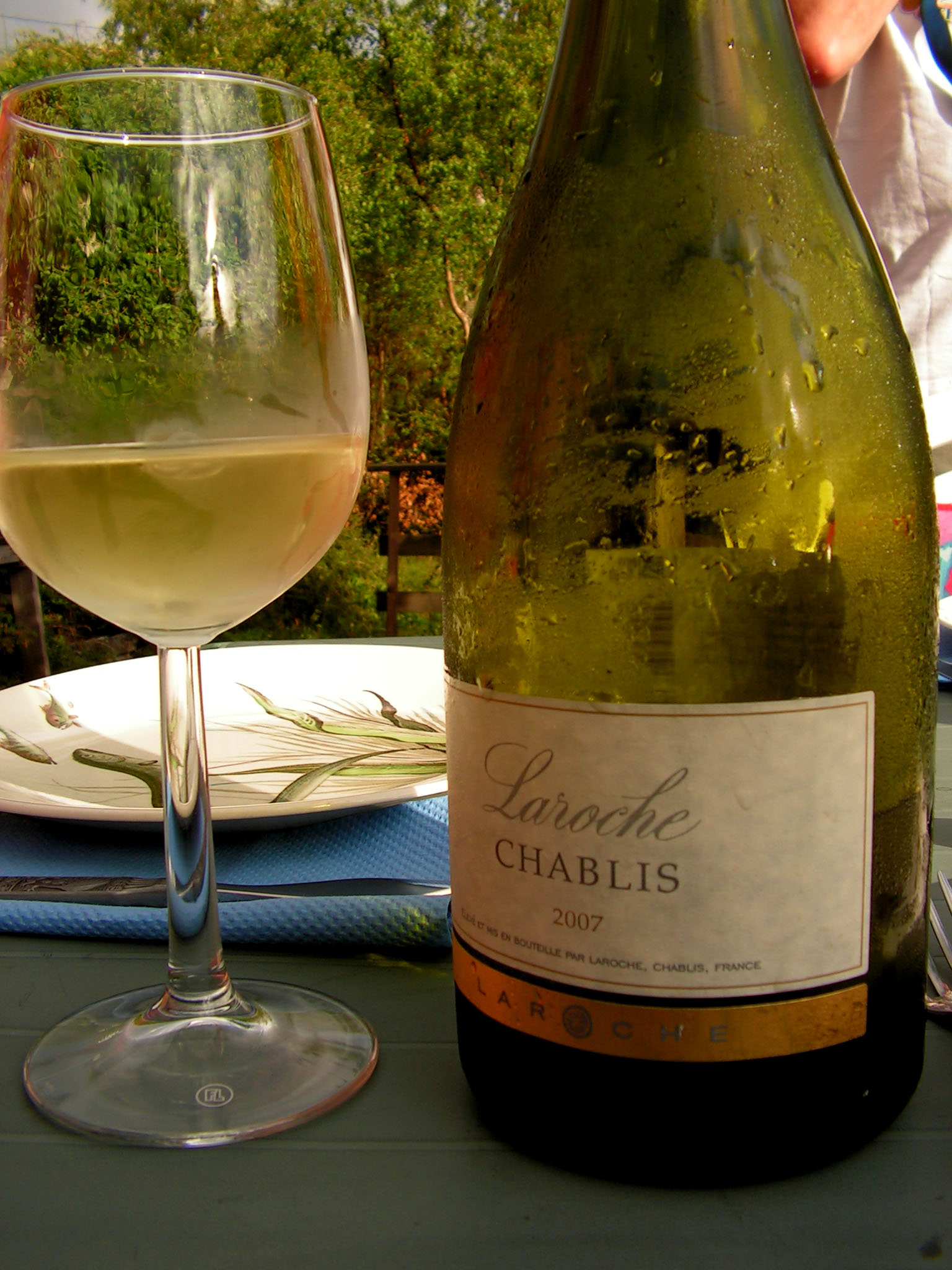
Une bouteille de chablis avec un verre, le tout bien frais.

Les petit-chablis et chablis sont en général avec une robe assez claire, de couleur or pâle ; un nez très frais, vif et minéral avec des arômes de silex, de pomme verte, de citron, de sous-bois… Leur durée de garde est d'environ deux à quatre ans (quatre ans pour le chablis). À servir entre 10 et 11 degrés ; ils peuvent être servi lors d'un apéritif ; ils accompagnent bien des sushis, des huîtres, du fromage de chèvre, du beaufort, du comté… Une bouteille de vieilles vignes accompagne aussi le foie gras.
Le chablis premier cru est un vin plus structuré, long en bouche, minéral, floral… Sa durée de garde va de cinq à dix ans. À servir entre 10 et 12 degrés ; il accompagne bien un poisson en sauce, une volaille en sauce, des andouillettes, des escargots à la bourguignonne, du jambon au chablis…
Le chablis grand cru est d'une couleur or vert pur, avec des arômes minéraux (silex, pierre à fusil), des arômes également de tilleuls, fruits secs, amande… Sa durée de garde va de dix à quinze ans. À servir entre 12 et 14 degrés ; il accompagne bien des homards, des langoustes, des écrevisses, du poisson fin, des viandes blanches, ou de la volaille à la crème.

### Commercialisation
La commercialisation de cette appellation se fait par divers canaux de vente : dans les caveaux du viticulteur, dans les salons des vins (vignerons indépendants, etc.), dans les foires gastronomiques, par exportation, dans les cafés-hôtels-restaurants (CHR), dans les grandes et moyennes surfaces (GMS).

### Hiérarchie des prix
Le prix de vente des vignes ayant droit à l'appellation petit-chablis est officiellement en 2022 de 105 000 euros l'hectare en moyenne, celles en appellation chablis sont à 200 000 € et celles en chablis grand cru à 420 000 €. C'est bien plus que pour l'appellation régionale bourgogne dont les vignes dans l'Yonne sont à une moyenne de 56 000 € ; mais moindre que les appellations communales de la Côte-d'Or (la moyenne est à 880 000 €/ha pour les blancs de la côte de Beaune), sans parler des premiers crus blancs (à 2 millions d'€/ha) ou des grands crus (dépassant les 7 millions d'€/ha en moyenne).
Pour une comparaison entre les appellations, on peut aussi prendre les prix pratiqués en vrac officiellement pour le calcul des fermages en 2024, qui fournissent une hiérarchie :
- 500 €/hl pour du petit-chablis ;
- 597 €/hl pour du chablis ;
- 1 011 €/hl pour du chablis premier cru ;
- 2 085 €/hl pour du chablis grand cru.

Les prix dans le commerce sont évidemment bien plus élevés, variant considérablement en fonction du nom du producteur.

### Principaux producteurs

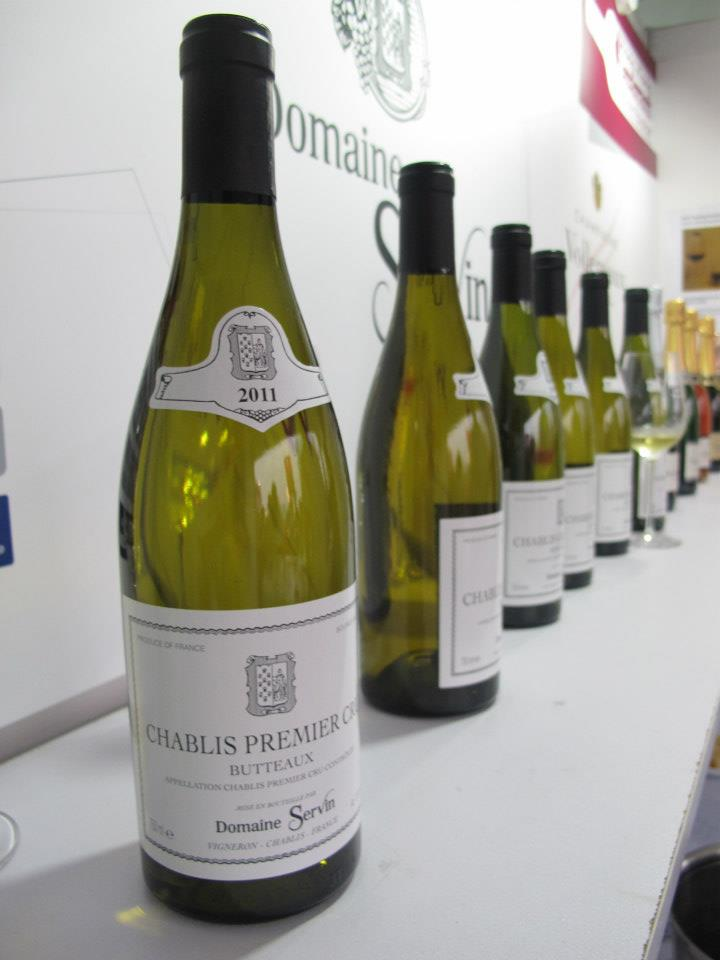
Chablis premier cru « Butteaux » (près des Montmains).

- Domaine Barat
- Domaine Besson & fils
- Domaine Bois d'Yver
- Domaine Jean-Marc Brocard
- La Chablisienne (coopérative)
- Domaine du Colombier
- Domaine Vincent Dauvissat
- Domaine Daniel-Etienne Defaix
- Domaine de l'églantière - Jean Durup
- Domaine William Fèvre
- Domaine Geoffroy
- Domaine George
- Domaine Philippe Goulley
- Domaine Lamblin
- Domaine Laroche
- Château Long-Depaquit
- Domaine Pattes Loup
- Domaine Louis Moreau
- Domaine Denis Pommier
- Domaine Denis Race
- Domaine François Raveneau
- Maison Regnard
- Domaine Séguinot-Bordet
- Domaine Servin
- Maison Olivier Tricon
- Domaine de Vauroux
- Domaine Vocoret
- etc.